# Чевела, Ольга Андреевна
Ольга Андреевна Чевела — советский хозяйственный, государственный и политический деятель, Герой Социалистического Труда.

## Биография
Родилась в 1926 году в Донецкой области. Член КПСС.
Пережила немецко-фашистскую оккупацию. С 1943 года — на хозяйственной, общественной и политической работе. В 1943—1981 гг. — механизатор колхоза, трактористка, бригадир тракторной бригады колхоза «Украина» Славянского района Донецкой области.
Указом Президиума Верховного Совета СССР от 8 апреля 1971 года присвоено звание Героя Социалистического Труда с вручением ордена Ленина и золотой медали «Серп и Молот».
Жила в Донецкой области.

## Награды и звания
- Герой Социалистического Труда (08.04.1971).
- орден Ленина (08.04.1971, 08.12.1973)
- орден Трудового Красного Знамени (26.06.1966)
- орден «Знак Почёта» (26.02.1958, 07.03.1960)